# Parsonsia appressa
Parsonsia appressa är en oleanderväxtart som beskrevs av D.J. Middleton. Parsonsia appressa ingår i släktet Parsonsia och familjen oleanderväxter. Inga underarter finns listade i Catalogue of Life.